# Telefon VoIP

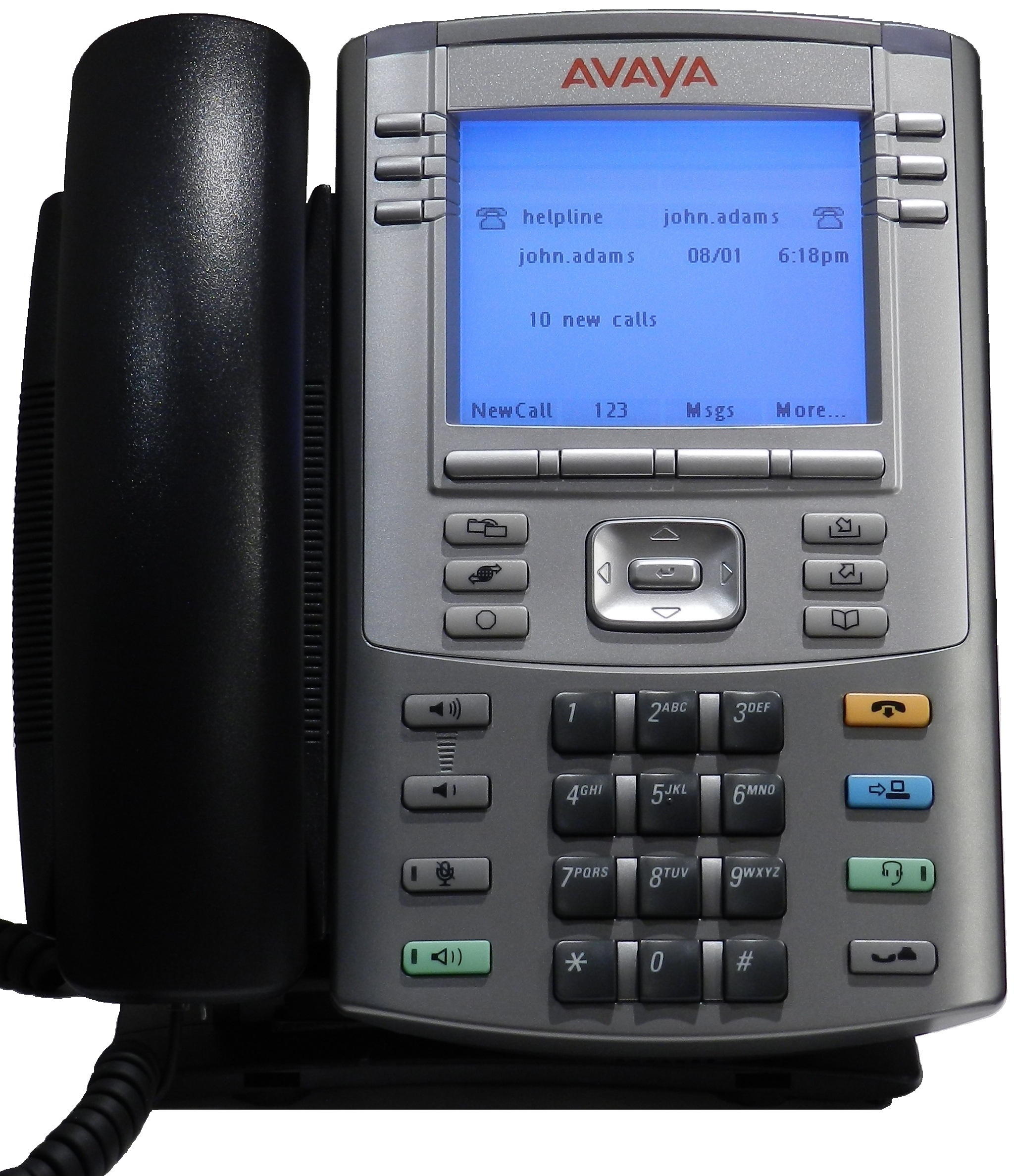
Telefon VoIP firmy Avaya.

Telefon VoIP - typ aparatu telefonicznego, który w przeciwieństwie do tradycyjnych aparatów PSTN lub ISDN nie jest podłączany do sieci telefonicznej, lecz do sieci komputerowej, a połączenia są realizowane za pomocą technologii VoIP.
Tego typu urządzenie umożliwia prowadzenie znacznie tańszych rozmów, czasami nawet darmowych w ramach jednego operatora. Wygląda on jak zwykły aparat telefoniczny wyposażony w słuchawkę, klawiaturę, a czasami też wyświetlacz, jednak nie posiada on wyjścia do analogowej linii telefonicznej lub ISDN, lecz wyjście do Internetu, najczęściej jako gniazdo RJ-45 w standardzie Ethernet. Urządzenie to umożliwia prowadzenie rozmowy VoIP nawet użytkownikowi, który nie jest wyposażony w komputer. Komputer jest potrzebny jedynie do skonfigurowania telefonu.
Telefon VoIP wykorzystuje najczęściej protokół SIP lub inny tego typu oraz odpowiedni kodek.
Uwaga: Czasami telefony tego typu mylone są z telefonami USB, które w rzeczywistości są jedynie odpowiednikiem karty dźwiękowej ze słuchawką, mikrofonu i kilkunastu przycisków klawiatury. Telefony tego typu nie potrafią przekazać rozmowy bez udziału komputera i podłączane są do komputera za pomocą złącza USB.